# Beli Plast
Beli Plast (Bulgaars: Бели пласт) is een dorp in het zuiden van Bulgarije. Het dorp is gelegen in de gemeente Kardzjali in de oblast Kardzjali. Het dorp ligt hemelsbreed 15 km ten noordoosten van Kardzjali en 201 km ten zuidoosten van de hoofdstad Sofia. Het dorp telde 457 inwoners op 15 maart 2024.

## Bevolking
Het dorp Beli Plast had bij een schatting van 2020 een inwoneraantal van 405 personen. Dit waren 38 mensen (10,4%) meer dan 367 inwoners bij de officiële census van februari 2011. De gemiddelde jaarlijkse groei in die periode komt daarmee uit op 1%, hetgeen hoger is dan het landelijk jaarlijks gemiddelde over deze periode (-0,63%). In 1985 woonden er echter nog 908 personen in het dorp: veel etnische Turken (en andere moslims) verlieten in 1989 Bulgarije als gevolg van de assimilatiecampagnes van het communistisch regime van Todor Zjivkov, waarbij alle Turken en andere moslims in Bulgarije christelijke of Bulgaarse namen moesten aannemen en afstand moesten doen van hun islamitische gewoonten.
- 1934 551
Koninkrijk Bulgarije
- 1946 627
Volksrepubliek Bulgarije
- 1956 755
Volksrepubliek Bulgarije
- 1965 847
Volksrepubliek Bulgarije
- 1975 777
Volksrepubliek Bulgarije
- 1985 908
Volksrepubliek Bulgarije
- 1992 599
Republiek Bulgarije
- 2001 443
Republiek Bulgarije
- 2011 367
Republiek Bulgarije
- 2020 405
Republiek Bulgarije

- Koninkrijk Bulgarije
- Volksrepubliek Bulgarije
- Republiek Bulgarije

In het dorp wonen uitsluitend etnische Turken. In de optionele volkstelling van 2011 identificeerden 365 van de 367 ondervraagden zichzelf met de Turkse etniciteit.
| Etnische samenstelling van de respondenten (2011) | Etnische samenstelling van de respondenten (2011) | Etnische samenstelling van de respondenten (2011) | Etnische samenstelling van de respondenten (2011) | Etnische samenstelling van de respondenten (2011) |
| ------------------------------------------------- | ------------------------------------------------- | ------------------------------------------------- | ------------------------------------------------- | ------------------------------------------------- |
|                                                   |                                                   |                                                   |                                                   |                                                   |
| Bulgaren                                          | Bulgaren                                          |                                                   | 0,0%                                              | 0,0%                                              |
| Turken                                            | Turken                                            |                                                   | 99,5%                                             | 99,5%                                             |
| Roma                                              | Roma                                              |                                                   | 0,0%                                              | 0,0%                                              |
| Anders/Onbekend                                   | Anders/Onbekend                                   |                                                   | 0,5%                                              | 0,5%                                              |